# Kettner Boulevard
La Kettner Blvd es un bulevar de sentido norte y sur que se encuentra localizada en el centro de San Diego, California y en el extremo este en San Diego, California.

## Trazado
El Bulevar Ketner inicia desde la intersección con la Calle Hancock y la Calle Washington, cerca de la estación Middletown. En su recorrido por el Centro de San Diego, el bulevar pasa por  la Autovía San Diego (Interestatal 5), Calle B, Broadway y Harbor Drive como sus principales intersecciones. La Avenida culmina dando una vuelta en U en El Embarcadero en Seaport Village cerca de la Bahía de San Diego.

## Estación del Trolley
El bulevar pasa por la estación de las estaciones America Plaza, Union Station de la  Línea Azul y conexiones de Amtrak, Coaster y Seaport Village de la línea Naranja del Tranvía de San Diego.